# 新塞利夫卡 (博羅季諾市鎮)
46°24′26″N 29°24′22″E / 46.40722°N 29.40611°E
新塞利夫卡（烏克蘭語：Новоселівка）是位於烏克蘭西南部的村莊，由敖德萨州博爾赫拉德區的博羅迪諾市鎮負責管轄。該村始建於1825年，面積0.26平方公里，海拔高度106米，2001年人口155，人口密度每平方公里596.15人。